# Кляк (гори)
Кляк (Kľak) — гірський масив в Словаччині; геоморфологічна підодиниця масиву Лучанська Фатра. Найвища точка — Кляк (1352 метри).. Місце розташування — Жилінський край і Тренчинський край